# 双龙镇 (威宁县)
双龙镇，是中华人民共和国贵州省毕节市威宁彝族回族苗族自治县下辖的一个乡镇级行政单位。
2013年11月23日，贵州省人民政府批复同意撤销双龙乡建制，设置双龙镇，镇人民政府驻大地村。

## 行政区划
双龙镇下辖以下地区：
大地村、双龙村、红光村、江林村、水潮村、凉山村、高山村和高坡村。